# Nécrose tubulaire aiguë
 Mise en garde médicale
La nécrose tubulaire aiguë (NTA ou ATN) est une forme d'insuffisance rénale aiguë due à la mort des cellules épithéliales tubulaires qui forment le tubule rénal transportant l'urine du glomérule à l'uretère et réabsorbant environ 99 % de l'eau filtrée par les reins (ce qui permet de concentrer fortement les sels et les déchets métaboliques). Les cellules tubulaires se renouvelant sans cesse, si la cause de la NTA est supprimée, la récupération rénale est probable. La NTA se présente comme une insuffisance rénale aiguë (IRA) et en est l'une des causes les plus courantes. La présence de « cylindres granuleux pigmentés » dans l'urine lors des analyses d'urine est pathognomonique d'une NTA.

## Classification
Elles peuvent être classées selon leurs causes en toxiques ou ischémiques. Les NTA toxiques surviennent lorsque les cellules tubulaires sont exposées à une substance toxique. Les NTA ischémiques surviennent lorsque les cellules tubulaires ne reçoivent pas suffisamment d'oxygène, une situation à laquelle elles sont très sensibles en raison de leur métabolisme très élevé.

## Diagnostic
La NTA est considérée comme une maladie « rénale » (donc pas « pré-rénale » ou « post-rénale ») cause d'une insuffisance rénale aiguë. Le diagnostic peut se faire par la mesure de la FENA (fraction d’excrétion du sodium filtré) supérieure à 3 et la présence de cylindres granuleux pigmentés à l'analyse d'urine. Il faut noter que les cellules tubules proximales peuvent défolier à un stade variable et ne sont pas purement « nécrotiques »,,,,.

## NTA toxiques
Les NTA toxiques peuvent être causées par de l'hémoglobine libre ou de la myoglobine, par des médicaments comme des antibiotiques, produits de constraste iodés et des médicaments cytostatiques, ou par intoxication à l'éthylène glycol (« anti-gel »).
En histopathologie, la NTA toxique se caractérise par une nécrose de l'épithélium tubulaire proximal (absence de noyaux avec intense coloration cytoplasmique homogène éosinophile et forme conservée) due à des substances toxiques (poisons, solvants organiques, médicaments, métaux lourds). Les cellules nécrotiques tombent dans la lumière tubulaire, l'obstruent et provoquent une insuffisance rénale aiguë. La membrane basale est intacte, de sorte que la régénération de l'épithélium tubulaire est possible. Les glomérules ne sont pas affectés.

## NTA ischémiques
Les NTA ischémiques surviennent lorsque les reins ne sont pas suffisamment perfusés pendant une longue période de temps (par sténose de l'artère rénale ou pendant un choc). Une hypoperfusion peut aussi être causée par une embolie de l'artère rénale. Les NTA ischémiques causent des lésions spécifiques des tubules (skip lesions).